# Telões (Vila Pouca de Aguiar)
Telões ist eine Gemeinde (Freguesia) im portugiesischen Kreis (Concelho) von Vila Pouca de Aguiar. In ihr leben 1328 Einwohner (Stand 19. April 2021).

## Verwaltung
Telões ist der namensgebende Ort der Gemeinde (Freguesia), deren Verwaltung jedoch im Ort Zimão sitzt. Folgende Ortschaften liegen in der Gemeinde:
| - Carrica - Castelo - Ferreirinho - Gralheira - Outeiro - Pontido | - Soutelinho do Mezio - Souto - Telões - Tourencinho - Vila Chã - Zimão |